# Ташко Комитов
Ташко Стоянов Комитов е български революционер, анархист.

## Биография
Ташко Стоянов е роден на 15 август 1894 година в Дойран, тогава в Османската империя. Отдава се на революционна дейност и още като ученик участва в бомбен атентат. След Първата световна война се установява в Горна Джумая, където отваря кафене. Развива анархистка дейност, но поддържа връзки и с комунистите в града и кафенето му се превръща в средище на леви дейци. Комитов влиза в конфликт с дейците на Вътрешната македонска революционна организация. Заедно с Йордан Шурков редактира първия горноджумайски вестник „Македонска сълза“ (1919 - 1920).
На 17 август 1925 година дейци на ВМРО го отвличат и след като му нанасят жесток побой, го убиват в землището на село Крупник, Горноджумайско.